# Karczag Vilmos
Karczag Vilmos, 1881-ig Kramer Farkas Lipót, Karcag, 1857. augusztus 28. – Baden bei Wien, Ausztria, 1923. október 11.) író, publicista, színigazgató.

## Élete
Kramer József kereskedő és Fischer Fáni fia, Kramer családi nevét az írói pályán változtatta Karczagra. Debrecenben végezte el a gimnáziumot, 1876-tól a debreceni színiiskolában tanult. 1879–1891 között a Debreceni Ellenőr segédszerkesztője volt. 1890-ben nőül vette Kopácsy Juliska énekesnőt. 1891-ben Budapesten Hevesi Józseffel elindította a Magyar Genius című hetilapot. Darabjait a Nemzeti Színház, Népszínház (Szabadka) és később német színpadok mutatták be. 1901-től Bécsben a Theater an der Wien, 1908-tól a Raimund Theater igazgatója volt. Színházaiban sok Lehár Ferenc-, Kálmán Imre-, és Fall-operettet indított el a siker útján.

## Művei
- Ma és mindig (elbeszélés, 1884)
- Szerető szívek (elbeszélés (1885)
- A hitves (dráma, Debrecen, 1888)
- A kis mama (1889)
- Macskák (1889)
- Romok (elbeszélés, 1893)
- Az utolsó felvonás (1893)

## Drámái
- Szent a béke (1877)
- Útközben (1878)
- A leányapa (1881)
- Gazd’uram felesége (1884)
- A kárhozat útján (1889)
- Lemondás (1893)
- Az ideál (1894)